# الهندوسية في اليابان
تعد الهندوسية في اليابان من بين ديانات الأقلية، وعلى الرغم من هذا فقد لعبت الهندوسية دوراً كبيراً في الثقافة اليابانية.

## التأثير الثقافي

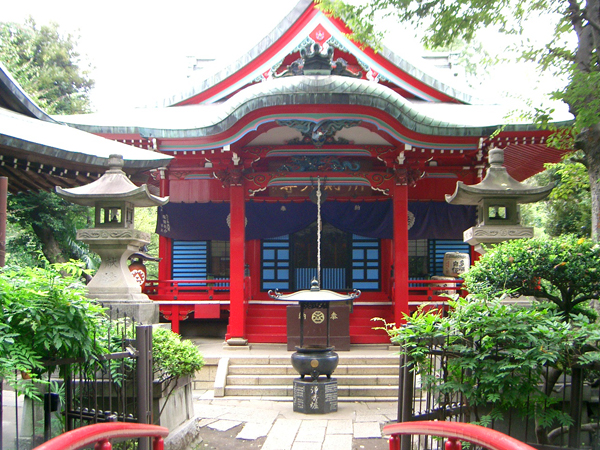
ضريح للآلهة بينزايتين في حديقة إنوكاشيرا

لعبت الهندوسية دوراً كبيراً في تبلور ونشأة الثقافة اليابانية بصورة غير مباشرة، وذلك بالرغم من صِغر عدد معتنقيها في البلاد. ويعود السبب وراء هذا إلى حدٍ كبير نتيجة دخول كثير من المعتقدات والتقاليد البوذية إلى اليابان من الصين عبر شبه الجزيرة الكورية خلال القرن السادس ميلادي، وتشترك المعتقدات البوذية بالأصول الدارمية ذاتها الخاصة بالهندوسية. وتظهر إحدى المؤشرات على هذا التأثير الهندوسي الثقافي في آلهة الحظ السبعة اليابانية فأربعة من هذه الآلهة هي هندوسية ألا وهي: بينزايتين (وهي ذاتها ساراسواتي) وبيشامونتين ودايكوكوتين (شيفا) وكيتشيجوتن (لاكشمي). ويُضاف عليه بينزايتين/ساراسواتي وكيتشيجوتن/لاكشمي والتحويل الثقافي الياباني الواقع على ثلاثي الآلهة الهندوسي وانتقال الآلهة الهندوسية مهاكالي للثقافة اليابانية لتصبح تُعرف باسم دايكوكوتينيو (باليابانية: 大黒天女) ولكنها لا تعد من آلهات الحظ السبعة إلّا في حال اعتبرت التمثيل الأنثوي عن نظيرها الذكر دايكوكوتين (大黒天). دخلت الآلهة بينزايتين إلى البلاد خلال القرن السادس وصولاً للقرن الثامن وتم هذا بصورة أساسية عبر الترجمات الصينية لنص سوترا الضوء الذهبي (金光明経) والتي يرد فيها قسم مكرس لها. كما ورد ذكرها في سوترا اللوتس. يأخذ مفهوم لوكابالا في اليابان الشكل البوذي لملوك السماء الأربعة (四天王). غدت سوترا الضوء الذهبي أحد أهم سوترات اليابان بسبب رسالتها الأساسية والتي تُعلّم أن ملوك السماء الأربعة يحمون الحاكم الذي يدير بلاده ويحكمها حكماً رشيداً. يُعرف إله الموت الهندوسي ياما في البوذية باليابان باسم إنما (閻魔). يُعرف جارودا (وهو فاهانا فيشنو) باليابان باسم كارورا (迦楼羅) وهو مخلوق أسطوري ضخم ينفث النيران من فمه. ولديه جسد إنسان ووجه أو منقار عقاب. يرجع أصل مخلوق تينين (天人) من مخلوق أبسارا الهندوسي. ويوجد تماثيل للإله الهندوسي غانيشا أكثر من بوذا في معبد فوتاكو-تاماغاوا بطوكيو. ومن الأمثلة الأخرى على التأثير الهندوسي في اليابان هو الاعتقاد ب «المدارس الستة» أو «العقائد الستة» بالإضافة لاستخدام اليوغا والباغودا. وكثير من الجوانب الهندوسية التي أثرت بالثقافة اليابانية، كانت أيضاً قد أثرت بالثقافة الصينية التقليدية.
يوجد في اليابان كتب حول عبادة الآلهة الهندوسية. وتدعي بعض المصادر أنه حتى يومنا هذا، هناك تشجيع في اليابان على دراسة الآلهة الهندوسية بصورة معمقة.

## وصلات خارجية
- التأثير الهندوسي في اليابان
- معبد هاري كريشنا في اليابان
- الهندوسية في اليابان
- «المدارس الستة»